# Gordon Cowans
Gordon Sidney Cowans est un footballeur anglais né le 27 octobre 1958 à West Cornforth.

## Carrière
- 1976-1985 : Aston Villa  Angleterre
- 1985-1988 : AS Bari  Italie
- 1988-1991 : Aston Villa  Angleterre
- 1991-1993 : Blackburn Rovers  Angleterre
- 1993-1994 : Aston Villa  Angleterre
- 1993-1994 : Derby County  Angleterre
- 1994-1995 : Wolverhampton Wanderers  Angleterre
- 1995-1996 : Sheffield United  Angleterre
- 1996-1997 : Bradford City AFC  Angleterre
- 1996-1997 : Stockport County  Angleterre
- 1997-1998 : Burnley  Angleterre

## Palmarès
- 10 sélections et 2 buts avec l'équipe d'Angleterre entre 1983 et 1990.